# Camille Claudel
Camille Claudel (Fère-en-Tardenois, Aisne, 8 de desembre del 1864 - Montdevergues, Vaucluse, 19 d'octubre del 1943) fou una escultora francesa, germana del poeta, dramaturg i diplomàtic francès Paul Claudel i amant i col·laboradora d'Auguste Rodin.

## Biografia
Des de la seva infància a Champagne, Camille va ser una apassionada de l'escultura; jugava amb el fang i esculpia les persones que l'envoltaven, com el seu germà Paul i la seva serventa Hélène. Va arribar a París el 1883 per a perfeccionar el seu art i ingressà a l'acadèmia Colarossi. El 1882, és acceptada per Paul Dubois, director de l'Escola Nacional de Belles Arts. Té la seva primera trobada amb Auguste Rodin el 1883, i l'any següent comença a treballar al seu taller. Camille posa per a ell i col·labora en la realització de les figures de la monumental Les portes de l'infern.
L'obra de l'escultora, malgrat ser molt propera a la del seu mestre, té un toc personal i femení, sense ser mai una còpia: per això, Octave Mirbeau va proclamar el seu geni. A banda de ser una de les seves principals col·laboradores, fou també la seva amant i companya durant alguns anys; es va convertir en el seu model i musa, inspirant obres com la Danaïde o Fugit amor. Es produeix entre ambdós un clima de col·laboració i enfrontament que enriqueix la tasca mútua.
Tot i la passió, la relació entre Rodin i Camille és complicada, conflictiva i amb contínues interrupcions i crisis. Sovintegen plegats els ambients artístics i culturals més importants del París de l'època i fan llargues estades fora de la ciutat, però Rodin està unit sentimentalment a una altra dona, Rose Beuret, a qui no té intenció d'abandonar per casar-se amb Camille. Aquesta situació serà la inspiració d'una de les obres més importants de Camille: L'âge mûr. En aquesta escultura, es representa ella mateixa, agenollada i suplicant, dirigint les mans cap a Rodin, qui li dona l'esquena mentre una dona mig àngel mig bruixa (que representa Rose Beuret) se l'enduu.
Una vegada trencada la relació amb l'escultor, entra en la seva vida Claude Debussy, però ell també està unit a una altra dona. Mentrestant, les seves obres tenen cert èxit, i sovint apareixen articles sobre ella en les revistes d'art. En aquesta època de crisi emocional, Camille es tanca al seu taller i s'allunya del món.
Al desembre de 1905, Camille realitza la seva última gran exposició. D'ençà, patirà crisis nervioses que s'agreujaran cada vegada més i començarà a destruir les seves obres. No tindrà suport familiar, la mare i la germana i sobretot el germà Paul romanen hostils a la seva forma de vida. Segons Òscar Ramírez Dolcet «La decisió va ser vista com una necessitat per protegir la reputació de la família i l’estabilitat d’un germà que, des de la seva posició social, tenia molt més a perdre que una germana amb una vida ja marcada pel desordre.»
El 3 de març de 1913 mor el  pare i, el 10 de març, amb el consentiment de la mare, el seu germà Paul la interna al sanatori de Ville-Évrard a Neuilly-sur-Marne i al juliol a Montdevergues, manicomi del qual, malgrat que es recupera i els seus lúcids i estripats precs al seu germà Paul, mai no en sortirà. Tancada, hi passarà els últims trenta anys de la seva vida.
| «                             | La història de Camille Claudel és la d’una dona que va lluitar per l’art i per l’amor, però que va ser destruïda pel pes d’una societat que no la va saber entendre ni estimar. | » |
| — Òscar Ramírez Dolcet (2024) | |   |

## Obres

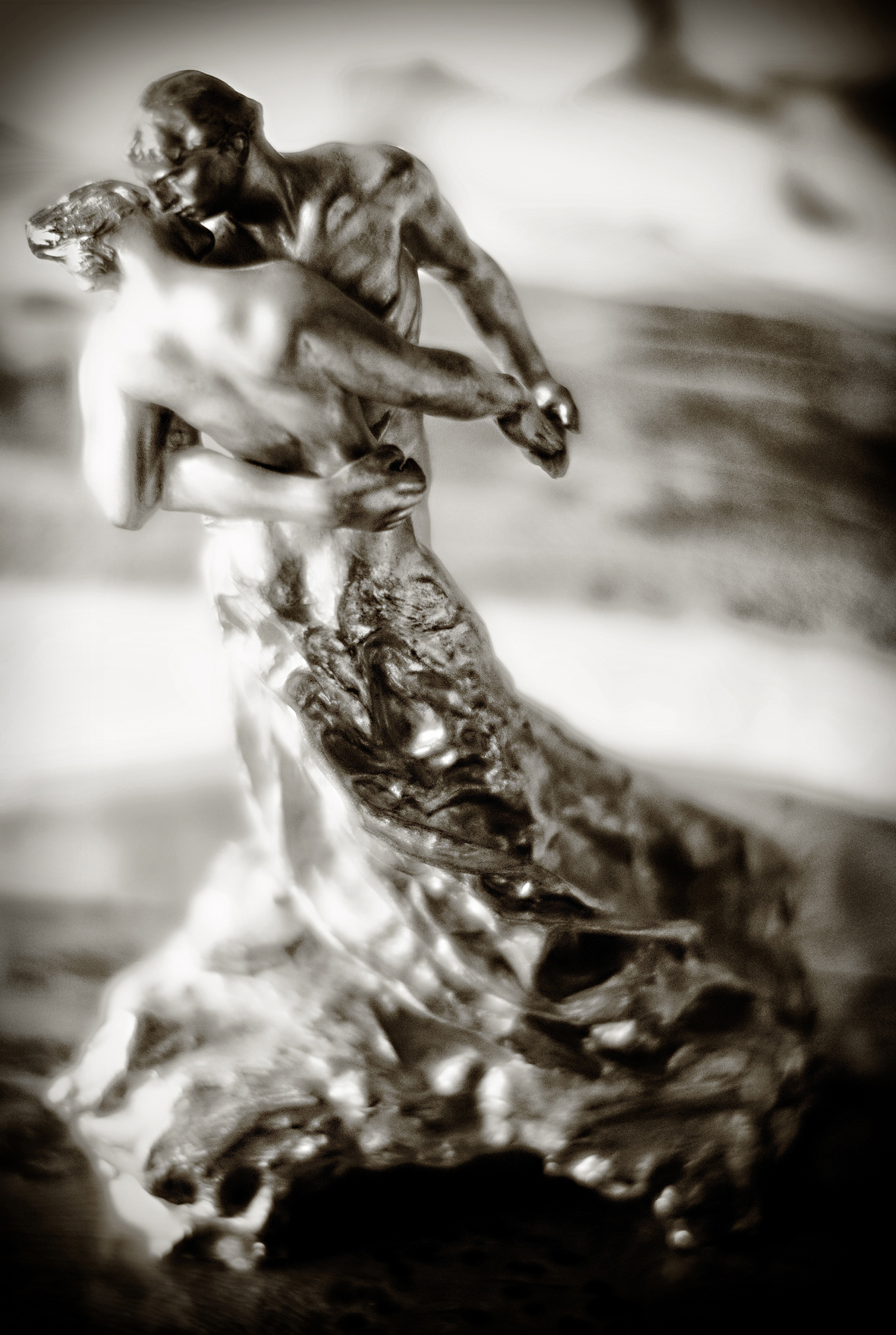
El vals (concebuda el 1889 i realitzada el 1905)

El Museu Rodin a París li ha dedicada una sala en la qual s'exposa la col·lecció més gran de les seves obres.
- L'âge mûr (una versió en guix i altra en bronze)
- La petite châtelaine (marbre)
- Pensée (marbre)
- Paul Claudel à trente-sept ans (bronze)
- L'implorante (reducció, bronze)
- Clotho (guix)
- Les causeuses (versió en guix, versió en ònix, versió en bronze)
- La valse (bronze)
- Buste de Rodin (versió en guix, versió en bronze)
- Vertumne et pomone (marbre)
- La vague (ònix i bronze)
- Profonde pensée (bronze)
- Profonde pensée (marbre)
- La jeune fille à la gerbe (bronze)
- Sakountala (argila)
- L'abandon (bronze)
- La niobide blessée (bronze)
- Jeune femme aux yeux clos (argile?)

Al Museu Albert-André, a Bagnols-sur-Cèze
- L'implorante (bronze)

Al Musée Dubois-Boucher de Nogent-sur-Seine (Aube)
- Persée et la Gorgone

## Llegat
L'any 2013, es va estrenar una pel·lícula sobre la seva vida, Camille Claudel 1915,  Juliette Binoche hi interpreta Claudel.
El 2017 a Nogent-sur-Seine es va obrir el Musée Camille Claudel. Desenvolupa un recorregut alhora temàtic, sobre l'escultura de la darreria del segle xix i principis del xx, i monogràfic, al voltant de l'obra de Camille Claudel.
El poeta mallorquí Berna Nadal Nicolau li va dedicar un recull Camille (2018).